# Ideoroncidae
Ideoroncidae é uma família de pseudoescorpiões pertencentes à ordem Pseudoescorpiones.
Géneros:
- Afroroncus Mahnert, 1981
- Albiorix Chamberlin, 1930
- Botswanoncus Harvey e Du Preez, 2014
- Dhanus Chamberlin, 1930
- Ideoroncus Balzan, 1887
- Mahnertius Harvey & Muchmore, 2013
- Muchmoreus Harvey, 2013
- Nannoroncus Beier, 1955
- Negroroncus Beier, 1931
- Pseudalbiorix Harvey, Barba, Muchmore & Pérez, 2007
- Shravana Chamberlin, 1930
- Sironcus Harvey, 2016
- Typhloroncus Muchmore , 1979
- Xorilbia Harvey & Mahnert, 2006